# Krekel
Krekel ist ein südlicher Ortsteil der Gemeinde Kall im nordrhein-westfälischen Kreis Euskirchen.
Der für den Bezirk Krekel bestimmte Ortsvorsteher ist Hans Dieter Schäfer.

## Lage
Im Norden entspringt der Fischbach, südlich liegen der Gringelberg und der Scherenberg. Im Ort wohnen etwas mehr als 200 Personen. Der älteste Ortsteil – das ursprüngliche Krekel – entspricht dem jetzigen „Unter-Krekel“, während die um die Pfarrkirche liegende Ortsteil erst später besiedelt wurde (früher: Kreckelerkirch).
In der Nachbarschaft von Krekel liegen die Ortschaften: Rüth (am östlichen Ortsausgang), Roder (südlich) und Benenberg (westlich). Nördlich von Krekel liegt das Wald- und Naturschutzgebiet Krekeler Heide. Zwischen Krekel und Roder liegt das Waldstück Krekeler Hardt.

## Pfarr- und Ortsgeschichte

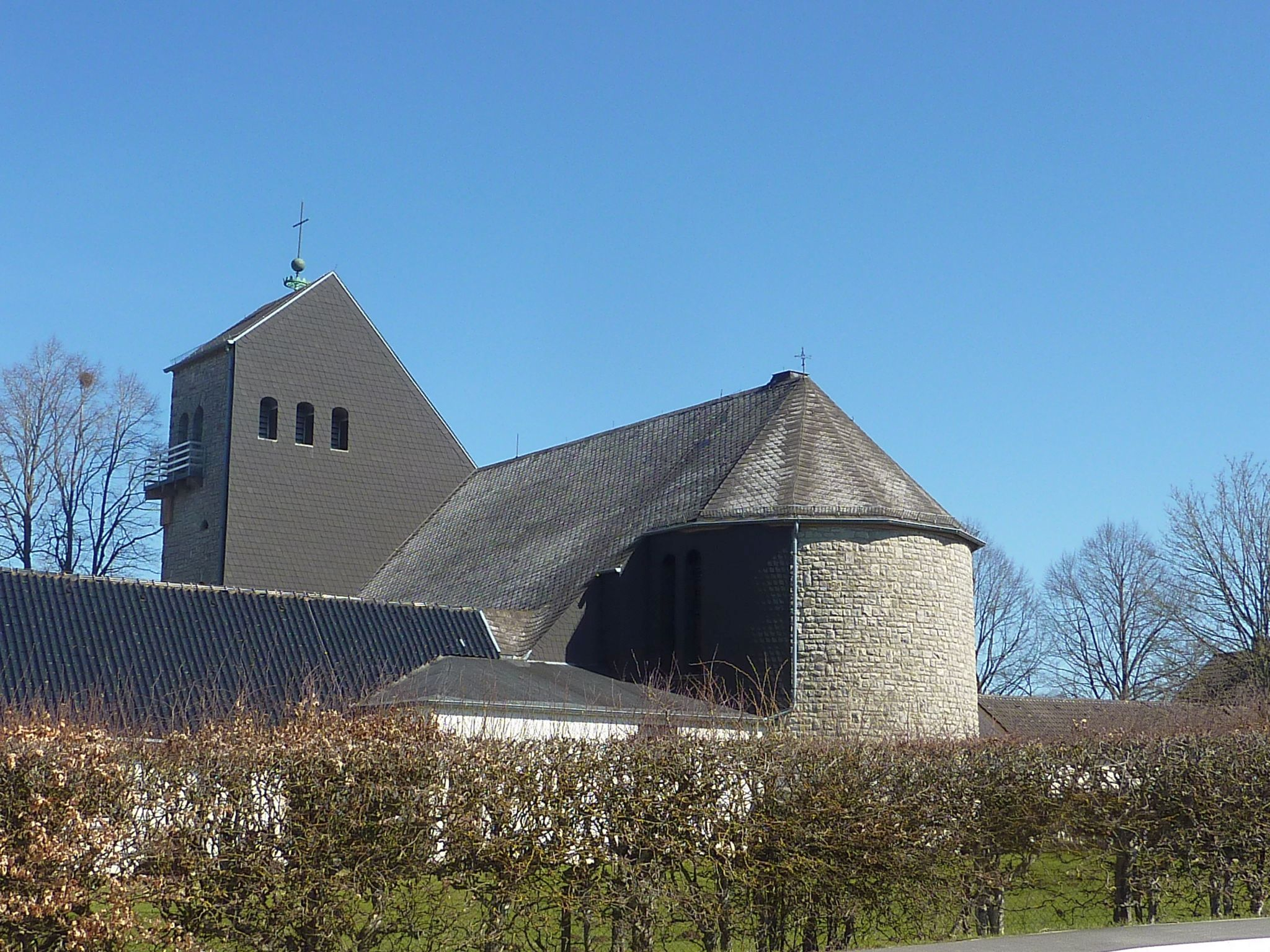
Kirche St. Barbara in Krekel

Eine Kirche ist in Krekel seit dem 6. Mai 1435 urkundlich gesichert. Sie stand oberhalb des damaligen Ortes Krekel (damals Krewinkel, später auch Kreckelen; heute Unter-Krekel), an der jetzigen Stelle. Das erste Gotteshaus war der Gottesmutter und den hll. Georg, Barbara, Katharina und Agatha geweiht. Die Kapelle gehörte zum Seelsorgebezirk der Pfarrkirche St. Andreas in Steinfeld.
Im Jahr 1858 wurde die Kapelle zu Krekel vom Erzbischof von Köln Johannes Kardinal von Geissel zur Pfarrkirche erhoben. Die neue Pfarrkirche St. Barbara wurde nach Plänen der Architekten Willy Weyres (der später Dombaumeister in Köln wurde) und Hans P. Fischer (beide Köln) erbaut. Erster Spatenstich war am 4. Februar 1930, die Grundsteinlegung erfolgte am 15. Juni 1930. Die erste Heilige Messe in der neuen Kirche fand am 25. April 1932 statt. Konsekrator war der damalige Weihbischof und Generalvikar der 1930 neu errichteten Diözese Aachen, Hermann Joseph Sträter. Die alte Pfarrkirche dient heute als Pfarrheim.

## Sozialeinrichtungen
Krekel verfügt über einen Gemeindekindergarten. Die katholische Kirche ist der Heiligen Barbara, der Schutzpatronin der Bergleute geweiht. Dies ist Hinweis auf die Bergbautätigkeit im Bereich der Pfarrei: So wurden zwischen Benenberg und Krekel Eisenerz gefördert und in der Nähe des Ortes Roder, der ebenfalls zur Pfarrei Krekel gehört, wurde Silber abgebaut, der Gemarkungsname Silberberg gibt davon beredtes Zeugnis.
In Krekel liegt das „Haus Krekel“, eine Jugendbildungsstätte und ein Jugendferienhaus der Pfadfinderinnenschaft St. Georg im Diözesanverband Aachen e. V.

## Verkehr
Durch den Ort verläuft die Bundesstraße 258. Die nächste Autobahnanschlussstelle ist Nettersheim auf der Bundesautobahn 1.
Die VRS-Buslinie 885 der RVK, die überwiegend als TaxiBusPlus nach Bedarf verkehrt, stellt den Personennahverkehr mit den angrenzenden Orten und Kall sicher.
| Linie | Verlauf |
| ----- | --- |
| 885   | MiKE (außer im Schülerverkehr): Manscheid – Wildenburg – Benenberg – (Krekel – Rüth – Roder –) Sistig – (Frohnrath –) Rinnen – Sötenich – Kall Bf |

## Sender Radio 700
Das Programm von Radio 700 und anderen Programmanbietern wird über einen Sender der ehemaligen Polizeifunkstelle in Krekel auf Kurzwelle für weltweiten Empfang ausgesendet. Darüber hinaus fanden Testsendungen auf Mittelwelle statt.